# Justus Miles Forman
Justus Miles Forman (Le Roy, 1º novembre 1875 – Oceano Atlantico, 7 maggio 1915) è stato uno scrittore e commediografo statunitense che morì nel naufragio del Lusitania.

## Biografia
Nato da J. M. e Mary Cole Forman a Le Roy, nello stato di New York, Justus Miles Forman frequentò le scuole locali fino alla morte della madre. In seguito, si trasferì nel Minnesota, a Minneapolis, insieme al fratellastro Frank. Forman proseguì gli studi universitari a Yale, laureandosi nel 1898. Continuò poi gli studi a Parigi. Negli Stati Uniti, passava parte dell'anno a Minneapolis e parte a New York, senza smettere di viaggiare in tutto il mondo. Visitò l'Australia, la Nuova Zelanda, l'Europa, il Pacifico Meridionale, presentando gli scritti dei suoi viaggi in diverse riviste.
Scrittore di successo, i suoi romanzi erano molto popolari anche all'estero, dove vendeva più di ogni altro autore americano del periodo. Allo scoppio della guerra, Forman scrisse il suo primo lavoro teatrale, The Hyphen, che fu presentato in prima al Knickerbocker Theater di New York, dove rimase in cartellone per sole sedici recite. Deluso dall'accoglienza del pubblico, Forman decise di presentare il suo lavoro a Londra. Insieme al produttore Charles Frohman e a Charles Klein, si imbarcò sul Lusitania. Nessuno dei tre sopravvisse all'affondamento del transatlantico che si inabissò il 7 maggio 1915 al largo di Old Head di Kinsale.

## Filmografia
Alcune delle opere di Forman vennero adattate per il cinema:
- An Opal Ring - cortometraggio (1915)
- Garden of Lies, regia di Jack Pratt (1915)
- Buchanan's Wife, regia di Charles Brabin (1918)
- The Face Between, regia di Bayard Veiller (1922)